# Utrom
Utroms, Utromer är en fiktiv utomjordisk ras i berättelserna om Teenage Mutant Ninja Turtles. De är rosa och små, och påminner utseendemässigt något om en människohjärna.
De flesta utromerna är goda, men i 2003 års TV-serie avslöjas det senare att Shredder egentligen en förklädd ond utrom, och inte en människa som i övriga TMNT-versionen. Då 1987 års tecknade TV-serie gjordes hittades karaktären Krang på. Krang är utseendemässigt (rosa och liten) och ursprungsmässigt (från en annan planet) baserad på utromerna, men Krang var "elak".